# Paterson Rangers
Paterson Rangers is een voormalige Amerikaanse voetbalclub uit Paterson, New Jersey. De club werd opgericht in 1904 en opgeheven in 1915. De club speelde negen seizoenen in de National Association Football League. Hierin is eenmaal de tweede plek behaald.

## Erelijst
- National Association Football League
  - Runner up (1): 1908
- American Cup
  - Runner up (1): 1912